# Großer Größtenberg
Großer Größtenberg är ett berg i Österrike.   Det ligger i distriktet Kirchdorf och förbundslandet Oberösterreich, i den centrala delen av landet, 150 km väster om huvudstaden Wien. Toppen på Großer Größtenberg är 1 724 meter över havet, eller 586 meter över den omgivande terrängen. Bredden vid basen är 3,7 km.
Terrängen runt Großer Größtenberg är kuperad åt sydost, men åt nordväst är den bergig. Runt Großer Größtenberg är det ganska glesbefolkat, med 45 invånare per kvadratkilometer.. Närmaste större samhälle är Molln, 18,4 km nordväst om Großer Größtenberg. 
I omgivningarna runt Großer Größtenberg växer i huvudsak blandskog.